# Большая швейцарка ФИДЕ 2025
Большая швейцарка ФИДЕ 2025 — шахматный турнир по швейцарской системе, который будет проходить с 3 по 16 сентября 2025 года в Самарканде. Победитель и финалист квалифицируются на турнир претендентов ФИДЕ 2026 года.

## Отбор
Приглашения на Большую швейцарку определяются по следующим критериям:
- Сто игроков квалифицируются по рейтингу ФИДЕ (игроки должны сыграть не меньше 30 рейтинговых партий за период с июля 2024 по июнь 2025 года).
- Чемпионка мира среди женщин (по состоянию на 1 июня 2025 года).
- Четыре континентальных места. Каждое место будет определено соответствующим континентальным президентом к 1 июня 2025 года.
- Четыре игрока, назначенные президентом ФИДЕ.
- Пять игроков, назначенных Организатором.

## Формат

### Регламент
- Швейцарская система, 11 туров.
- Контроль времени в каждой партии: 100 минут на первые 40 ходов, затем 50 минут на следующие 20 ходов, затем 15 минут до конца партии с добавлением 30 секунд на каждый ход, начиная с первого.
- Игрокам запрещается предлагать ничью до 30 хода.
- Победитель и финалист Большой швейцарки квалифицируются на турнир претендентов ФИДЕ 2026 года. Если кто-либо из этих игроков является чемпионом мира ФИДЕ по состоянию на 1 января 2025 года или уже квалифицировался на турнир претендентов ФИДЕ 2026 года на момент начала турнира 2025 года, или отказывается от участия, то квалификационное место(а) присуждается в порядке приоритета игроку:
  - занявшему 3-е место в турнире;
  - занявшему 2-е место по рейтингу FIDE Circuit 2024;
  - следующему, пока не прошедшему квалификацию в рейтинге FIDE Circuit 2025.

### Тай-брейки
Тай-брейки между игроками, которые финишируют с одинаковым количеством очков будут определяться в следующем порядке:
1. Средний рейтинг соперников.
2. Усеченный коэффициент Бухгольца.
3. Коэффициент Бухгольца.
4. Личная встреча.
5. Количество ничьих.

На турнире и всех официальных мероприятиях и пресс-конференциях строго соблюдается дресс-код. Игроки обязаны присутствовать на послематчевых пресс-конференциях продолжительностью не более 20 минут сразу после игры.

## Расписание
| Дата        | День недели | Событие                                              |
| ----------- | ----------- | ---------------------------------------------------- |
| 3 сентября  | Среда       | Прибытие, церемония открытия и техническое совещание |
| 4 сентября  | Четверг     | 1 тур                                                |
| 5 сентября  | Пятница     | 2 тур                                                |
| 6 сентября  | Суббота     | 3 тур                                                |
| 7 сентября  | Воскресенье | 4 тур                                                |
| 8 сентября  | Понедельник | 5 тур                                                |
| 9 сентября  | Вторник     | 6 тур                                                |
| 10 сентября | Среда       | Выходной                                             |
| 11 сентября | Четверг     | 7 тур                                                |
| 12 сентября | Пятница     | 8 тур                                                |
| 13 сентября | Суббота     | 9 тур                                                |
| 14 сентября | Воскресенье | 10 тур                                               |
| 15 сентября | Понедельник | 11 тур, церемония закрытия                           |

## Призовой фонд
Общий призовой фонд открытого турнира составляет 625 000 долларов США. Все призовые деньги делятся поровну между игроками, набравшими одинаковое количество очков.
| Место | Приз, $ |
| ----- | ------- |
| 1     | 90 000  |
| 2     | 75 000  |
| 3     | 62 000  |
| 4     | 50 000  |
| 5     | 40 000  |
| 6     | 32 000  |
| 7     | 26 000  |
| 8     | 21 000  |
| 9     | 18 000  |
| 10    | 15 000  |
| 11-15 | 10 000  |
| 16-25 | 6 800   |
| 26-35 | 4 500   |
| 36-50 | 2 200   |